# Girls’ Generation
Girls’ Generation (kor. 소녀시대 Sonyeo Sidae, hancha/kanji: 少女時代 Shōjo Jidai) – koreański girlsband, grający muzykę popową (k-pop). Nazwa często skracana do SNSD, lub SoShi (소시, hancha: 少時). Producentem zespołu jest Lee Soo-man z SM Entertainment. Zespół zadebiutował z dziewięcioma członkiniami 5 sierpnia 2007 roku. Girls’ Generation wydały sześć studyjnych albumów w Korei. Zespół jest jedną z grup muzycznych z największą liczbą sprzedanych egzemplarzy albumów w Korei Południowej.
Zespół wydał w Korei cztery albumy, trzy minialbumy, dwa japońskie albumy i dziewięć singli. W 2009 ich przebój Gee pobił rekord najdłuższej utrzymanej #1 pozycji na listach przebojów na KBS's Music Bank, utrzymując tę pozycję przez dziewięć kolejnych tygodni. Singel został nazwany piosenką dekady przez koreańską stronę z muzyką, Melon. Grupa zdobyła także wiele nagród w 2009 i 2010 roku, w tym dla Artysty Roku przyznawane przez Seoul Music Awards, Golden Disk Awards, Melon Music Awards i Korean Cultural Entertainment Awards. 30 września 2014 roku SM Entertainment ogłosiło, że Jessica nie jest już członkinią zespołu, który od tamtego momentu kontynuował pracę z ośmioma członkiniami.

## Historia

### 2007–2008: Debiut iGirls’ Generation
W lipcu 2007 roku odbył się pierwszy nieoficjalny występ sceniczny Girls’ Generation w School of Rock stacji Mnet, podczas którego grupa wykonała swój pierwszy singel Into the New World (kor. 다시 만난 세계 Dasi Mannan Segye). Pierwszy singel grupy został niedługo potem wydany na płycie, zawierając dodatkowo instrumentalną wersję utworu oraz dwa inne utwory: Beginning i Perfect for You.
Koreański tytuł trzeciej piosenki z krążka – „Perfect for you” (kor. 소원 Sowon; dosł. Życzenie), stał się później nazwą oficjalnego fan klubu Girls’ Generation – S♡NE. Debiut grupy oficjalnie nastąpił 5 sierpnia 2007 roku. Zespół wystąpił w programie Inkigayo, a później w Show! Music Core i Music Bank. Into the New World zdobył pierwsze miejsce w programie M! Countdown. Grupa wydała swój pierwszy debiutancki album pod koniec jesieni 2007 roku z głównym singlem Girls’ Generation (kor. 소녀시대) będącym remakiem piosenki Lee Seung-cheol z 1989 r. Promocja singla rozpoczęła się na początku listopada. na albumie znalazł się także utwór Into the New World, Perfect for You (z nowym tytułem Honey) i osiem innych piosenek. Pierwszy album grupy sprzedał się w nakładzie ponad 100 tysięcy egzemplarzy. Poprzednim kobiecym zespołem popowym w Korei, który osiągnął ten wynik, był S.E.S..
Na początku 2008 roku Girls’ Generation rozpoczęły promowanie drugiego singla z albumu – Kissing You, który zdobył swoją pierwszą nagrodę po osiągnięciu pierwszej pozycji na liście programu KBS Music Bank w lutym. Piosenka ta osiągnęła 1. miejsce w trzech głównych muzycznych rankingach telewizyjnych: SBS Inkigayo, M! Countdown i Music Bank. W marcu 2008 roku album został przepakowany, wydany ponownie z nowym tytułem Baby Baby. Girls’ Generation wydały zwiastun dla singla Baby Baby 15 marca 2008 roku. Singel został wydany na cyfrowych stronach muzycznych 17 marca 2008 roku. GG występowały z również Baby Baby także w programach muzycznych, takich jak  Music Core, Inkigayo, M! Countdown w marcu i kwietniu. Promocja albumu zakończyła się 13 kwietnia 2008 roku w programie Inkigayo. W trakcie promocji grupy członkinie Jessica, Tiffany i Seohyun pojawiły się gościnnie na minialbumie wydanym przez Roommate z Purple Communication. Płyta, Roommate: Emotional Band Aid, została wydana 1 grudnia 2008 roku. Piosenka Oppa Nappa (kor. 오빠 나빠) śpiewana była przez trzy wokalistki i została wydana cyfrowo przed albumem w kwietniu 2008 r. Wykonanywana była w programach muzycznych SBS Inkigayo, KBS Music Bank i Mnet M! Countdown.

### 2009:GeeiGenie

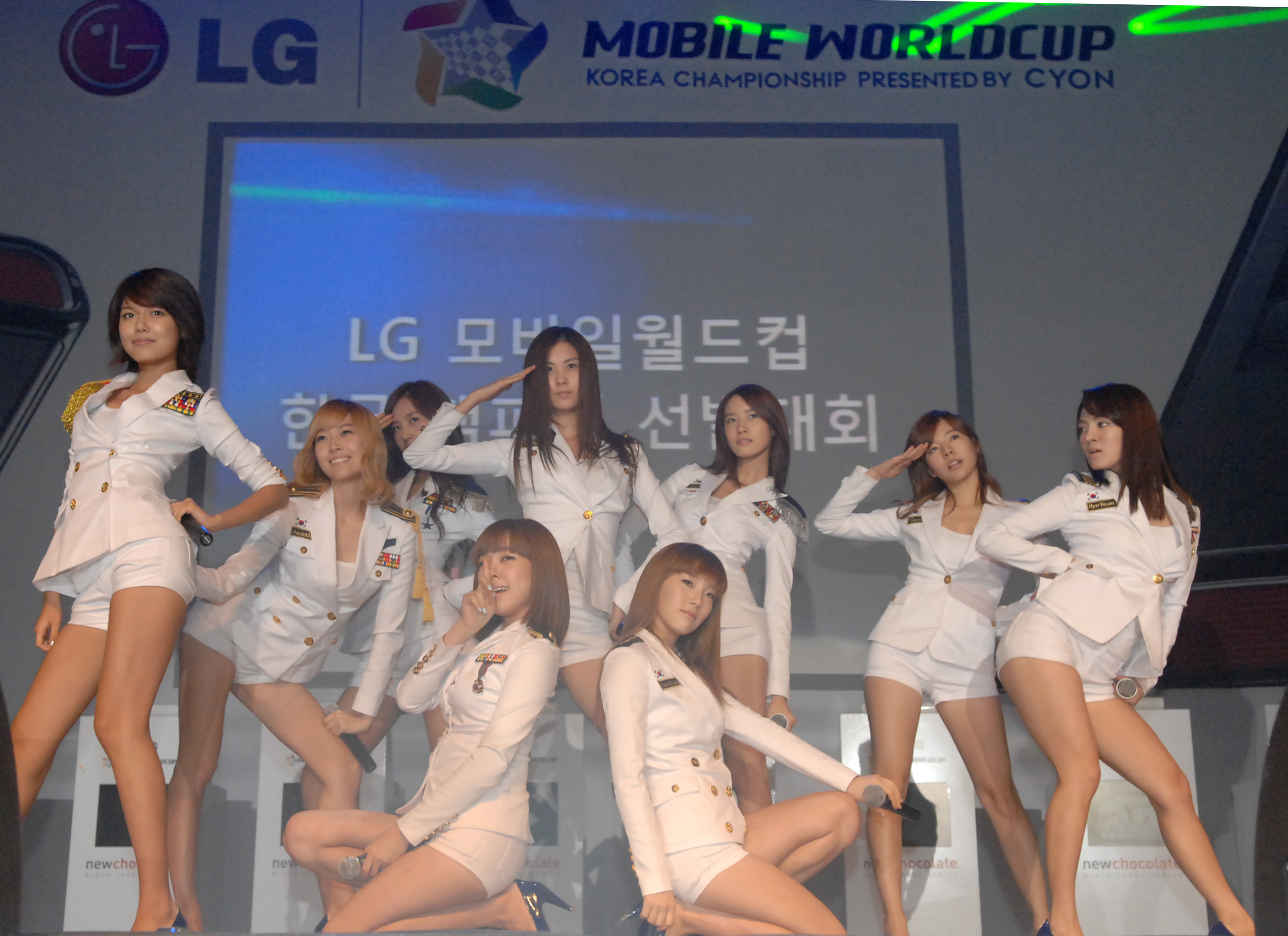
Girls’ Generation wykonujące Genie podczas LG Mobile Worldcup w 2009.

5 stycznia 2009 roku zespół wydał minialbum Gee z promującym go utworem o tym samym tytule. Singel znalazł się na szczycie godzinnej listy przebojów Cyworld w dniu swojej premiery. Piosenka osiągnęła szczytowe miejsca w większości większych cyfrowych listach przebojów w ciągu dwóch kolejnych dni. Girls' Generation rozpoczęły promowanie minialbumu w styczniu w programie MBC Show! Music Core, w którym wykonały główny singel Gee oraz utwór Him Nae!. Tydzień po premierze Gee znalazł się na 1. miejscu w programie KBS Music Bank, oraz SBS Inkigayo. Gee stał się na fenomenalnym hitem, bijąc rekord zwycięstw w programie Music Bank dziewięciokrotnie osiągając pierwsze miejsce, a także zdobywając „Triple crown” w Inkigayo. Piosenka pobiła kolejny rekord, pozostając na szczycie przez siedem tygodni i pozostała na tej pozycji w ósmym tygodniu. Następnie pobił rekord najdłużej utrzymanego 1. miejsca w Music Bank, bijąc rekord 7 tygodni wcześniej ustalony przez Jewelry w 2008 roku z One More Time. Gee osiągnął swój dziewiąty #1 w programie z 13 marca 2009 roku. SM Entertainment stwierdziło, że ponad 100 000 egzemplarzy minialbumu zostało wysłanych do sklepów, a firma analizy sprzedaży Hanteo odnotowała sprzedaż ponad 30 tysięcy egzemplarzy w ciągu pierwszych 10 dni od wydania płyty. Utwór wykazał się także w innych zestawieniach pojawiając się na szczycie list Mujikon, Melon i Mnet przez osiem kolejnych tygodni, na liście Dosirak przez siedem tygodni, na Muse przez sześć tygodni, a na Baksu przez cztery tygodnie.
Po krótkiej przerwie SM Entertainment ogłosiło, że grupa powróci z nowym minialbumem z koncepcją „Marine Girl”. Nowy singel, zatytułowany Tell Me Your Wish (Genie) został wydany cyfrowo 22 czerwca, a minialbum – 29 czerwca. Grupa rozpoczęła swoje działania promocyjne 26 czerwca 2009 roku, Występując w KBS Music Bank. Grupa wystąpiła także w MBC Show! Music Core i SBS Inkigayo 27 i 28 czerwca 2009 roku. Fizyczne wydanie minialbumu zostało opóźnione przez SM Entertainment, aby przerobić okładkę albumu, płyta została wydana cztery dni później 29 czerwca 2009 roku. Pierwsze zwycięstwo singel Tell Me Your Wish (Genie) zdobył 10 lipca 2009 roku w odcinku programu KBS Music Bank. Drugą nagrodę zdobył 12 lipca w odcinku programu SBS Inkigayo. W ciągu kilku następnych dni piosenka uplasowała się na szczycie 10 różnych cyfrowych rankingów muzycznych. Utwór okazał się sukcesem, ponieważ podbił różne strony muzyczne, w tym Melon, Dosirak, Mnet i Bugs, a także uplasował się na 1. miejscu tygodniowego rankingu w pierwszym tygodniu lipca. Minialbum sprzedał się szacunkowo w ilości ponad 50 000 egzemplarzy w pierwszym tygodniu po jego wydaniu (prawie podwajając ilość sprzedanych egzemplarzy płyty Gee). Album sprzedał się w ilości ponad 200 000 sztuk do 2010 roku. Zespół zdobył nagrodę Daesang za album Gee podczas 19. Seoul Music Awards.

### 2010:Oh!,Hooti japoński debiut
28 stycznia 2010 roku ukazał się drugi album studyjny zatytułowany Oh!. Wydanie albumu promował utwór tytułowy, który osiągnął numer jeden w rankingu „Gaon Digital Chart”. Singel stał się drugim najlepiej sprzedającym się cyfrowo singlem 2010 roku w Korei Południowej, sprzedając się w liczbie ponad 3,3 mln egzemplarzy. 22 marca 2010 roku album Oh! został ponownie wydany pod tytułem Run Devil Run, promował go singel o tym samym tytule. Płyta znalazła się na szczycie rankingu „Gaon Album Chart”. Album Oh! i Run Devil Run odniosły sukces komercyjny w Korei Południowej, stając się drugim i czwartym najlepiej sprzedającym się albumem w 2010 roku.
W połowie 2010 roku Girls’ Generation podpisała kontrakt z podwytwórnią Universal Music Japan – Nayutawave Records (obecnie EMI Records Japan), aby zadebiutować w Japonii. 11 sierpnia 2010 roku ukazała się płyta DVD New Beginning of Girls’ Generation, na którym znalazło się siedem teledysków oraz specjalny materiał bonusowy. Płyta uplasowała się na 4 pozycji w rankingu Oricon DVD Chart, dzięki czemu Girls’ Generation zostały pierwszym koreańskim girlsbandem, który zdobył miejsce w liście top five Oriconu. DVD zdobyło status złotej płyty. We wrześniu 2010 roku zespół wydał japońską wersję piosenki „GENIE”, jako ich debiutancki japoński singel. Singel zadebiutował na czwartej pozycji listy Oricon Singles Chart i zdobył status platynowej płyty. Miesiąc później grupa wydała swój drugi japoński singel, „Gee”, który uplasował się na drugiej pozycji listy Oricon Singles Chart i zdobył status płyty Milion.
27 października 2010 ukazał się trzeci minialbum zatytułowany Hoot (kor. 훗(Hoot)). Album uplasował się na pierwszym miejscu listy Gaon Album Chart. Został trzecim najlepiej sprzedającym się albumem 2010 roku w Korei Południowej. Tytułowy utwór, Hoot, pierwotnie był zatytułowany Bulletproof i miał angielskie słowa. Piosenka zadebiutowała na szczycie rankingu Gaon Digital Chart.
Zespół zdobył nagrodę Daesang za album Oh! podczas 20. Seoul Music Awards.

### 2011–2012: Japoński sukces iThe Boys
Girls’ Generation kontynuowały swój sukces w Japonii wydając singel MR.TAXI/Run Devil Run 27 kwietnia 2011 roku, który uplasował się na 2 pozycji rankingu Oricon i zdobył status złotej płyty.
W czerwcu grupa wydała swój debiutancki japoński album, zatytułowany Girls’ Generation. W celu promocji płyty zespół wyruszył na trasę koncertową 1st Japan Arena Tour, która rozpoczęła się w Osace 31 maja 2011 roku. Album osiągnął ogromny sukces w Japonii, osiągając pierwsze miejsce na liście Oricon Albums Chart i stał się pierwszym albumem zagranicznego girlsbandu, który znalazł się na szczycie rankingu Oricon. W ciągu pierwszego miesiąca od wydania płyta sprzedała się w ilości ponad 500 tys. egzemplarzy i zdobyła status podwójnej platynowej płyty, czyniąc go pierwszym albumem południowokoreańskiej grupy i trzecim albumem niejapońskiego artysty, który tego dokonał. Album został piątym i piętnastym najlepiej sprzedającym się albumem w Japonii w 2011 i 2012 roku, odpowiednio, ostatecznie zdobył status płyty Milion. 28 grudnia 2011 roku album został przepakowany i wydany ponownie z nowym tytułem “GIRLS’ GENERATION”～The Boys～.
Trzeci koreański album zespołu, zatytułowany The Boys, został wydany 19 października 2011 roku. Album ukazał się także w Stanach Zjednoczonych nakładem Interscope Records, czyniąc go debiutancką płytą zespołu w tym kraju. Aby wypromować główny utwór z albumu, The Boys, wśród odbiorców na całym świecie, zespół wystąpił 31 stycznia 2012 roku w programie Late Show with David Letterman, a także 1 lutego w programie Live! with Kelly and Michael. 9 lutego wystąpiły również we francuskim programie Le Grand Journal. Album odniósł sukces w Korei Południowej debiutując na pierwszej pozycji tygodniowego rankingu albumów Gaon Chart i ostatecznie stał się najlepiej sprzedającym się albumem 2011 roku w Korei Południowej z 385 348 sprzedanymi egzemplarzami. Do 2014 roku sprzedano 457 122 egzemplarzy, czyniąc go najlepiej sprzedającym się albumem w historii Gaon Chart, od 2010 roku. Główny singel, The Boys również uplasował się na pierwszym miejscu listy Digital Chart, sprzedając się w ilości 3 032 658 egzemplarzy (na rok 2011). W Stanach Zjednoczonych singel sprzedał się w nakładzie 21 tys. sztuk.
27 czerwca 2012 roku Girls’ Generation wydały swój czwarty japoński singel PAPARAZZI, który uplasował się na drugim miejscu tygodniowego rankingu singli Oricon i zyskał status złotej płyty. Według SoundScan Japan singel sprzedał się w ilości 103 000 egzemplarzy w ciągu pierwszego miesiąca od wydania. Trzy miesiące później zespół wydał kolejny japoński singel zatytułowany Oh!, który był ich pierwszym singlem numer jeden na liście Oricon Singles Chart, zdobył status złotej płyty. 21 listopada ukazał się singel FLOWER POWER. Drugi japoński album studyjny zespołu, zatytułowany GIRLS’ GENERATION II ~Girls & Peace~, ukazał się 28 listopada. Album zadebiutował na 2. miejscu listy Oricon Albums Chart i sprzedał się w ilości 116 963 egzemplarzy z pierwszym tygodniu od wydania. Zdobył status platynowej płyty i stał się 41. najlepiej sprzedającym się albumem 2012 roku w Japonii z 141 259 sprzedanymi egzemplarzami.
W grudniu ukazał się singel Dancing Queen będący remakiem piosenki Mercy piosenkarki Duffy, który promował kolejny album zapowiedziany na rok 2013.

### 2013:I Got a BoyiLOVE & PEACE
1 stycznia 2013 roku ukazał się czwarty koreański album, zatytułowany I Got a Boy. Tego samego dnia grupa przeprowadziła specjalny program telewizyjny Girls’ Generation’s Romantic Fantasy. Album odniósł sukces w Korei Południowej osiągając 1. pozycję na liście Gaon Album Chart oraz na liście World Albums Chart Billboardu. Tytułowy utwór z albumu, I Got a Boy, również znalazł się na 1. miejscu rankingu Korea K-Pop Hot 100 Billboardu i Gaon Digital Chart, był jedenastym najlepiej sprzedającym się singlem cyfrowym z 1 354 672 sprzedanymi egzemplarzami. Teledysk do utworu zdobył nagrodę „Video of the Year” podczas inauguracyjnych YouTube Music Awards w 2013 roku, pokonując Psy'a i Justina Biebera, co zwróciło uwagę zachodnich mediów, jako że grupa została uznana za mniej znaną w porównaniu do innych kandydatów w tym czasie.
W lutym Girls’ Generation udały się w trasę koncertową Girls & Peace: 2nd Japan Tour, która rozpoczęła się w Kobe 9 lutego. DVD koncertowe zostało wydane we wrześniu 2013 roku i znalazło się na 1. miejscu rankingu DVD Oricon, sprzedało się w nakładzie 53 256 egzemplarzy w pierwszym tygodniu po premierze. Pierwsza światowa trasa na poziomie grupy, Girls’ Generation World Tour Girls & Peace, trwała od czerwca 2013 do lutego 2014 roku i składała się z dziesięciu koncertów w siedmiu krajach azjatyckich.
Girls’ Generation wydały swój pierwszy remix album, Best Selection Non Stop Mix, 20 marca oraz album koncertowy, 2011 Girls' Generation Tour, w kwietniu 2013 roku
. Pierwszy znalazł się na 6. miejscu listy Oricon Album Chart, a drugi uplasował się na pierwszym miejscu listy Gaon Album Charts.
Trzeci japoński album, LOVE & PEACE, został wydany 11 grudnia 2013 roku. Album promowały single LOVE&GIRLS i GALAXY SUPERNOVA, które znalazły się na czwartej i trzeciej pozycji listy Oricon Singles Chart. Zadebiutował na pierwszej pozycji listy Oricon Album Chart, sprzedając się w ilości 129 255 egzemplarzy w pierwszym tygodniu i zyskał status złotej płyty.

### 2014:Mr.Mr.i odejście Jessiki
27 lutego 2014 roku ukazał się czwarty minialbum, zatytułowany Mr.Mr., który zadebiutował na 1. pozycji listy Gaon Album Chart. Płyta była piątym najlepiej sprzedającym się albumem 2014 roku w Korei Południowej z 163 209 sprzedanymi kopiami. W Stanach Zjednoczonych, minialbum zadebiutował na 110. miejscu listy Billboard 200, w pierwszym tygodniu sprzedano 3 tys. kopii. Tytułowy utwór, Mr.Mr., zajął wysoką pozycję na liście Gaon Digital Chart i sprzedał się w liczbie 906 962 egzemplarzy w Korei Południowej w 2014 roku.
W lipcu zespół wydał japoński album THE BEST, na którym znalazły się wcześniej wydane single oraz cztery nowe utwory: „Indestructible”, „Divine”, „Show Girls” oraz „Chain Reaction”. Znalazł się na pierwszym miejscu listy Oricon Album Chart. Wraz z wydaniem płyty THE BEST, Girls’ Generation zostały pierwszą nie-japońską żeńską grupą z Azji z trzema albumami numer jeden na liście Oricon Album Chart. 13 lipca zakończyła się trzecia japońska trasa ~LOVE＆PEACE~ Japan 3rd Tour, która zaczęła się 26 kwietnia. Od 2011 roku trzy japońskie trasy koncertowe zgromadziły łącznie ponad 550 tysięcy widzów, ustanawiając rekord dla koreańskich girlsbandów.
29 września 2014 roku Jessica oznajmiła, że została odsunięta od aktywności zespołu przez wytwórnię. SM Entertainment potwierdziła to za przyczynę podając konflikty między nią a harmonogramem grupy. Girls’ Generation nadal promowały jako ośmioosobowa grupa. W tym składzie wystąpiły na koncercie The Best Live w Tokyo Dome 9 grudnia 2014 roku. Bilety zostały wyprzedane, a koncert przyciągnął 50 tys. widzów. Nagranie z koncertu zostało wydane na DVD w kwietniu 2015 roku, wydawnictwo zwieńczyło rankingi Oricon DVD i Blu-ray.

### 2015–2016:Lion Heart
W marcu 2015 roku grupa zapowiedziała wydanie singla Catch Me If You Can, pierwsze wydawnictwo nagrane w ośmioosobowym składzie. Utwór został nagrany w języku koreańskim i japońskim; wersja koreańska ukazała się 10 kwietnia, a japońska – 22 kwietnia. Singel znalazł się na 19. miejscu listy Gaon Digital Chart i 8. listy Oricon Singles Chart.
12 sierpnia 2015 roku zespół ujawnił okładkę piątego koreańskiego albumu, Lion Heart. Album ukazał się 19 sierpnia, zajął pierwsze miejsce listy Gaon Album Chart i 11. listy Oricon Albums Chart. Płytę promowały trzy single: Party wydany w lipcu oraz Lion Heart i You Think wydane w sierpniu. W celu promocji albumu, grupa wystąpiła w programie reality show zatytułowanym Channel Girls’ Generation.
Następnie udały się w czwartą trasę koncertową Phantasia Girls’ Generation, która rozpoczęła się 21 listopada 2015 roku w Seulu. Dzięki temu osiągnięciu Girls’ Generation zostały pierwszym girlsbandem z Korei Południowej z czterema tournée na koncie. 12 grudnia w Nagoi zaczęła się japońska część trasy.
Pod koniec 2015 roku Gaon Music Chart ogłosiła, że Girls’ Generation jest najbardziej udanym koreańskim girlsbandem roku; łączna sprzedaż albumów Lion Heart, Dear Santa podgrupy TTS i I liderki Taeyeon wyniosła ponad 398 tys. egzemplarzy.
Przez większość 2016 roku grupa była nieaktywna. Jednak w celu upamiętnienia dziewiątej rocznicy od debiutu, 5 sierpnia 2016 roku wydały singel zatytułowany Geu yeoreum (0805) (kor. 그 여름 (0805)). Tekst został napisany przez Sooyoung, podkreślając relacje między grupą a ich fanami.

### 2017–2021:Holiday Night
7 sierpnia 2017 roku ukazał się album Holiday Night.
W październiku 2017 roku SM Entertainment ogłosiło, że członkinie Tiffany, Sooyoung oraz Seohyun zdecydowały się nie przedłużać kontraktu z agencją w celu kontynuowania kariery solowej. Zespół nie został rozwiązany, a przyszłe aktywności grupy pozostaną do omówienia. Girls' Generation ponownie połączyły się we wrześniu 2021 roku, występując w programie rozrywkowym You Quiz on the Block, który był ich pierwszą działalnością grupową od czterech lat.

### Od 2022: Reaktywacja iForver 1
W maju 2022 roku SM Entertainment ogłosiło, że Girls 'Generation powrócą w pełnym składzie z okazji piętnastej rocznicy. Aby rozpocząć rocznicową promocję, grupa wzięła udział w 8-odcinkowym reality show Soshi TamTam, którego nadawanie na antenie JTBC rozpoczęło się w lipcu. W sierpniu 2022 roku został wydany ich siódmy album studyjny Forever 1. Grupa wystąpiła na koncercie SM Town Live 2022 w tym samym miesiącu, a także zorganizowała specjalne wydarzenie „Long Lasting Love” we wrześniu 2022 roku.

## Członkinie
| Pseudonim   | Pseudonim | Prawdziwe imię                  | Prawdziwe imię      | Data urodzenia        |
| Latynizacja | Hangul    | Latynizacja                     | Hangul              | Data urodzenia        |
| ----------- | --------- | ------------------------------- | ------------------- | --------------------- |
| Taeyeon     | 태연      | Kim Tae-yeon                    | 김태연              | 9 marca 1989(dts)     |
| Sunny       | 써니      | Lee Soon-kyu                    | 이순규              | 15 maja 1989(dts)     |
| Hyoyeon     | 효연      | Kim Hyo-yeon                    | 김효연              | 22 września 1989(dts) |
| Yuri        | 유리      | Kwon Yu-ri                      | 권유리              | 5 grudnia 1989(dts)   |
| Yoona       | 윤아      | Im Yoon-ah                      | 임윤아              | 30 maja 1990(dts)     |
| Tiffany     | 티파니    | Stephanie Hwang, Hwang Mi-young | 스테파니 황, 황미영 | 1 sierpnia 1989(dts)  |
| Sooyoung    | 수영      | Choi Soo-young                  | 최수영              | 10 lutego 1990(dts)   |
| Seohyun     | 서현      | Seo Joo-hyun                    | 서주현              | 28 czerwca 1991(dts)  |

### Byłe
| Pseudonim   | Pseudonim | Prawdziwe imię              | Prawdziwe imię    | Data urodzenia        |
| Latynizacja | Hangul    | Latynizacja                 | Hangul            | Data urodzenia        |
| ----------- | --------- | --------------------------- | ----------------- | --------------------- |
| Jessica     | 제시카    | Jessica Jung, Jung Soo-yeon | 제시카 정, 정수연 | 18 kwietnia 1989(dts) |

## Dyskografia
| Albumy - 2007: Girls’ Generation - 2010: Oh! - 2011: The Boys - 2013: I Got a Boy - 2015: Lion Heart - 2017: Holiday Night - 2022: Forever 1 Minialbumy - 2009: Gee - 2009: Tell Me Your Wish (Genie) - 2010: Hoot - 2014: Mr.Mr. | Albumy - 2011: Girls’ Generation - 2012: GIRLS’ GENERATION II ~Girls & Peace~ - 2013: LOVE&PEACE Single - 2010: GENIE - 2010: Gee - 2011: MR.TAXI/Run Devil Run - 2012: PAPARAZZI - 2012: Oh! - 2012: FLOWER POWER - 2013: LOVE&GIRLS - 2013: GALAXY SUPERNOVA - 2015: Catch Me If You Can | Single - 2012: The Boys |

### DVD
- 2010: Girls in Tokyo (photobook bonus DVD)
- 2010: New Beginning of Girls’ Generation (japoński debiut DVD)

## Koncerty

### Trasa koncertowa
Azja
- The 1st Asia Tour: Into the New World (2009–2010)
- Girls' Generation Tour (2011–2012)
- Girls' Generation World Tour – Girls & Peace (2013)
- GIRLS' GENERATION 4th TOUR "Phantasia" (2015–2016)

Japonia
- The First Japan Arena Tour (2011)
- Girls' Generation Ⅱ ~Girls&Peace~ Japan 2nd Tour (2013)
- ~LOVE＆PEACE~ Japan 3rd Tour (2014)

### Inne
- SMTown Live '08 (2008–2009)
- SMTown Live '10 World Tour (2010–2011)
- SMTown Live World Tour III (2012–2013)
- SMTown Week (2013)
- SMTown Live World Tour IV (2014–2015)
- SMTown Live World Tour V (2016)

## Telewizja
- 2007: Girls' Generation Goes to School
- 2007: MTV Girls' Generation
- 2008: Factory Girl
- 2009: Girls' Generation's Horror Movie Factory
- 2009: Himnae-ra-him!/Cheer Up!
- 2009: Girls' Generation's Hello Baby
- 2010: Right Now It's Girl's Generation